# Adriano Barlotti

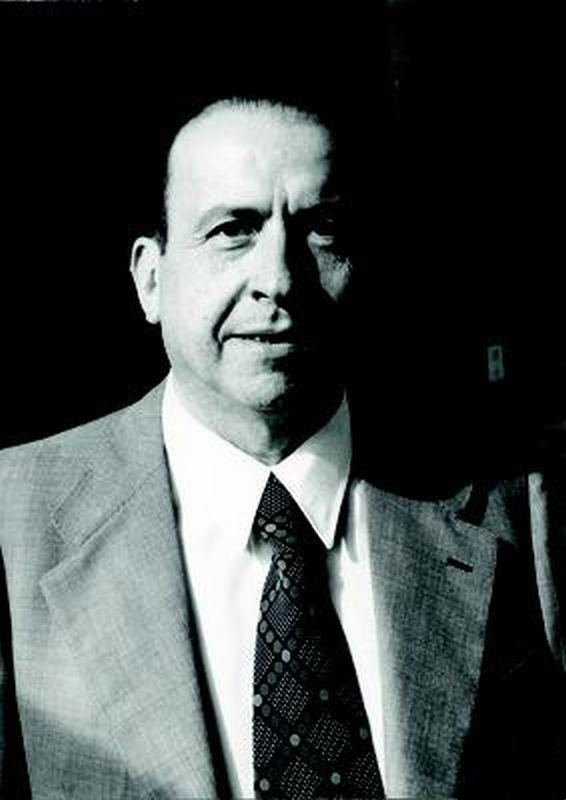
Barlotti 1975

Adriano Barlotti (* 12. Oktober 1923 in Florenz; † 11. August 2008 ebenda) war ein italienischer Mathematiker, der sich mit Geometrie und Kombinatorik befasste.
Barlotti studierte an der Universität Florenz (Laurea bei Luigi Campedelli) und wandte sich dann unter dem Einfluss von Guido Zappa der endlichen Geometrie zu. 1963/64 war er bei Raj Chandra Bose an der University of North Carolina in Chapel Hill. Er war ab 1968 Professor an der Universität Perugia, ab 1972 an der Universität Bologna und ab 1982 an der Universität Florenz.
Nach Barlotti und Hanfried Lenz ist die heute übliche Klassifikation projektiver Ebenen benannt. Ebenfalls nach ihm benannt ist der Satz von Napoleon-Barlotti.